# Microchirus ocellatus
La sogliola occhiuta o sogliola (Microchirus ocellatus)  e Regolamento (CE) N. 850/98), è un pesce di mare della famiglia Soleidae.

## Denominazioni dialettali italiane
La sogliola occhiuta è conosciuta, nelle varie regioni italiane, con nomi dialettali diversi:
| Regione  | Denominazione                           |
| -------- | --------------------------------------- |
| Campania | Palaia 'e arena                         |
| Liguria  | Lengua secca, Sole de founs, Sole secca |
| Puglia   | Zanchette                               |
| Sardegna | Palaja steddara                         |
| Sicilia  | Lingua occhiuta, Tuppiti                |
| Veneto   | Sfogia macià                            |

## Distribuzione e habitat
Questo pesce è diffuso in tutto il mar Mediterraneo e nell'Oceano Atlantico orientale tra lo stretto di Gibilterra all'Africa tropicale. Nei mari italiani è comune, soprattutto ad una certa profondità.

Popola i fondi sabbiosi, soprattutto nei dintorni di praterie di Posidonia oceanica o di Cymodocea nodosa. Si rinviene tra i 20-30 ed i 300 m.

## Descrizione
È molto simile, nella forma del corpo, alla comune sogliola e si distingue soprattutto per la caratteristica livrea, oltre che per le dimensioni molto più piccole (20 cm al massimo). La colorazione generale è bruna, nella parte anteriore ci sono alcune macchie scure indefinite, di cui è sempre presente una centrale più grande a cavallo della linea laterale; più indietro ci sono quattro macchie rotonde scure disposte regolarmente con centro più chiaro e circondate da una sottile linea gialla. La pinna caudale ha una fascia nera alla base, quindi una fascia giallastra ed è scura nella metà finale. La pinna dorsale e la pinna anale sono nere o scure marginate di bianco.

## Alimentazione
Si ciba di piccoli animaletti bentonici.

## Pesca
Si cattura con le reti a strascico ed ha carni commestibili simili a quelle della sogliola comune ma, date le piccole dimensioni, non si trova quasi mai in commercio.

## Gastronomia
Carni eccellenti, il suo utilizzo in cucine è identico a quello della sogliola comune.